# Cleistachne
Cleistachne és un gènere de plantes de la família de les poàcies, ordre de les poals, subclasse de les commelínides, classe de les liliòpsides, divisió dels magnoliofitins.

## Taxonomia
- Cleistachne macrantha Stapf
- Cleistachne sorghoides Benth.
- Cleistachne stocksii Hook. f.
- Cleistachne teretifolia Hack.